# Lucihormetica fenestrata
Lucihormetica fenestrata är en kackerlacksart som beskrevs av Oliver Zompro och Fritzsche 1999. Lucihormetica fenestrata ingår i släktet Lucihormetica och familjen jättekackerlackor. Inga underarter finns listade i Catalogue of Life.